# The Last Guardian
The Last Guardian, chamado no Japão de Hitokui no Ōwashi Toriko (人喰いの大鷲トリコ), é um jogo eletrônico de ação-aventura desenvolvido pela SIE Japan Studio e genDesign e publicado pela Sony Interactive Entertainment. Foi lançado exclusivamente para PlayStation 4 em 6 de dezembro de 2016. Em The Last Guardian, o jogador controla um jovem que não se sabe o nome e que se torna amigo de uma criatura gigante meio-pássaro-meio-mamífero chamada Trico.
A Team Ico começou a desenvolver The Last Guardian em 2007. Foi projetado e dirigido por Fumito Ueda e partilha elementos estilísticos, temáticos e de jogabilidade como os seus anteriores títulos Ico e Shadow of the Colossus. Ele empregou a abordagem de "projeto de subtração" que ele usara em seus jogos anteriores, removendo elementos que não contribuíram para o tema central da conexão entre o menino e Trico.
A Sony anunciou The Last Guardian na Electronic Entertainment Expo de 2009 com o lançamento planejado para 2011 exclusivamente para o console PlayStation 3. Mas pelo fato do jogo ter sofrido muitos atrasos, de Ueda e de outros membros da Team Ico terem saído da Sony, e pelas dificuldades de hardware, o jogo foi movido para o PlayStation 4 em 2012, o que fez com que as pessoas assumissem que nunca seria lançado. Ueda e seu estúdio genDESIGN, composto por vários ex-membros da Team Ico, permaneceram como consultores criativos, com Ueda continuando como diretor e o estúdio interno da Sony SIE Japan Studio manipulando o desenvolvimento técnico. The Last Guardian foi reintroduzido na Electronic Entertainment Expo de 2015 para ser lançado em 2016. Recebeu elogios por sua direção artística, história e representação de Trico, enquanto alguns criticaram a jogabilidade.

## Jogabilidade
Bem como seus antecessores, Ico e Shadow of the Colossus, The Last Guardian é um jogo de perspectiva em terceira pessoa que combina ação-aventura com elementos de quebra-cabeça. O jogador controla um garoto sem nome que deve trabalhar junto com Trico, uma criatura gigante e lendária, para resolver enigmas e explorar novas áreas. O menino é capaz de escalar em estruturas e bordas, transportar objetos como barris, e operar mecanismos como alavancas. A jogabilidade central gira em torno da interação do garoto com Trico, que ele pode subir e montar. Enquanto o jogador inicialmente tem pouco comando sobre o Trico, eles eventualmente aprendem comandos adicionais que podem instruir o Trico a fazer certas ações, como pular em bordas ou dirigir em uma certa direção.
Para poder progredir no jogo muitas vezes o jogador dependerá da cooperação entre o menino e Trico. O tamanho e a agilidade de Trico permitem que ele atinja áreas que o garoto não consegue alcançar sozinho. Trico também é capaz de lutar contra os guardas que vão tentar capturar o menino. Por outro lado, certos obstáculos, como portões ou olhos de vidro que assustam Trico, impedirão que Trico progrida, exigindo que o rapaz atravesse o ambiente e resolva enigmas. Certas ações também podem ser necessárias por parte do menino para obter a cooperação de Trico, dependendo do seu humor. Por exemplo, o garoto precisará localizar barris para alimentar Trico quando estiver com fome, acalmá-lo depois de uma batalha, e remover as lanças que são jogadas no Trico por inimigos. Embora os jogadores são incentivados a treinar Trico para ele obedecer e se mover na direção comandada pelo jogador, novas áreas podem ser descobertas, deixando Trico vagar naturalmente. Em vários pontos do jogo, o menino é capaz de empunhar um espelho refletivo de luz que faz com que a cauda de Trico atire relâmpago, que pode ser usado para quebrar objetos de madeira. O jogador será enviado para o último ponto de verificação se o rapaz for capturado pelos guardas e arrastado através de uma porta azul, ou se o garoto cair de uma altura muito alta.

## Enredo

O jogador controla o garoto, que deve cuidar e trabalhar com a criatura, Trico, que usa seu instinto animal para resolver enigmas.

O enredo de The Last Guardian é contado através de um analepse dito por um homem mais velho que reconta sua experiência como um menino que encontra uma criatura gigante, chamada Trico (トリコ, Toriko). O nome da criatura pode significar "prisioneiro" (虜, toriko), "bebê pássaro" (鳥の子, tori no ko), ou a aglutinação de "pássaro" (鳥, tori) e "gato" (猫, neko).
No analepse, o rapaz é sequestrado sob circunstâncias misteriosas e levado para um castelo grande e expansivo chamado "o Ninho". O menino acorda e encontra tatuagens em seu corpo que ele não tinha antes de ser sequestrado. O menino encontra a criatura enfraquecida, Trico, acorrentado, ferido, e incapaz de voar, com inúmeras lanças presas em seu corpo. O menino então remove as lanças e alimenta a criatura faminta. Embora Trico seja inicialmente hostil ao menino, a criatura começa lentamente a aceitar o cuidado e a orientação do menino. O garoto então ajuda a libertar Trico de suas correntes, escalando a besta e puxando a corrente até que ela caia. Enquanto explora a área, o garoto encontra um escudo parecido a um espelho que faz com que a energia se projete para fora da cauda de Trico. Juntos, os dois se ajudam para escapar, evitando ou atacando soldados que patrulham o castelo buscando recuperá-los. Grande parte do jogo gira em torno da amizade em desenvolvimento entre o menino e Trico.

## Desenvolvimento
Em desenvolvimento desde 2007 e anunciado oficialmente em Junho de 2009 o jogo é apresentado como a "continuação espiritual" de Ico e Shadow of the Colossus. Porém, diferente da matança de monstros de Shadow of the Colossus, desta vez os jogadores terão que cuidar de um. A jovem criatura alada, adotada por um menino, será central à jogabilidade. O diretor Fumito Ueda explica que cuidar do monstro, alimentá-lo e retirar flechas cravadas em sua pele, será parte da ação. O jogo foi anunciado como exclusividade do Play Station 3. Poucos dias após o trailer, varias imagens do jogo foram reveladas para o publico.
Em setembro, o jogo ganhou um novo trailer no Tokyo Game Show.
No dia 3 de fevereiro de 2010, o jogo ganhou mais nove novas imagens e um site oficial, porém, ainda sem data de lançamento desde do anuncio em meados de 2009.
Em setembro, novamente no Tokyo Game Show, o jogo ganhou um novo trailer, novas imagens e uma data de lançamento prevista para o final de 2011.
Em dezembro de 2011, data prevista para o lançamento do game, o produtor executivo do jogo, Yoshifusa Hayama, se desligou da Sony e assumiu o papel de diretor criativo da nova empresa Bossa, empresa dedicada a lançar jogos para Facebook com elementos 3D através do Flash 11. Logo rumores do cancelamento do jogo e que o produtor de Last Guardian, Fumito Ueda, também deixaria a Sony ganharam força na internet e Ueda afirmou em sua conta no Twitter que o jogo não seria cancelado. E a nova previsão para lançamento do jogo passou para 2012. Porém, dias depois, Ueda afirmou que estava se desligando da Sony e que permaneceria apenas na produção do jogo The Last Guardian como freelancer, até o game estar finalizado.
Em fevereiro de 2012, A Sony estaria preocupada com o processo lento de criação do jogo feito pela desenvolvedora Team Ico, e teria chamado a produtora Sony Santa Monica, conhecida pela franquia God of War, para agilizar o desenvolvimento do jogo. Contundo, Fumito Ueda continua como figura central no desenvolvimento de The Last Guardian, mesmo depois de ter saído da empresa. Um dos diretores da Team Ico, Shuhei Yoshida, em entrevista à Wired, afirmou que já existia uma versão jogável do jogo.
Em junho, Yoshida voltou a falar sobre o desenvolvimento do jogo, e afirmou que o jogo não estava cancelado, que estava passando por dificuldades técnicas e, por isso, nada de novo seria apresentado na E3 2012, também afirmou que não tinha previsão de lançamento.
Em agosto, Yoshida disse que apesar de nenhum informação estar sendo divulgada, o jogo ainda estava em desenvolvimento, e que os desenvolvedores estariam refazendo parcelas do jogo por questões que perceberam na versão jogável do game.
Em fevereiro de 2013, Fumito Ueda, disse que o título ainda estaria em desenvolvimento e que a liberação de detalhes era responsabilidade da Sony, e pediu para os fãs ficarem atentos aos próximos anúncios da empresa, essa declaração acabou gerando rumores que o jogo seria lançado para o PlayStation 4. A Sony por sua vez não anunciou o jogo no lançamento do novo console, e afirmou que informações sobre o jogo seriam liberadas no momento certo.
Em agosto, Ueda voltou a afirmar que o desenvolvimento do jogo continuava mas não era prioridade da Sony.
Em setembro, Yoshida afirmou que o jogo estaria sendo reprojetado e por isso o jogo não era tratado como prioridade, e voltou a falar sobre mostrar o jogo no momento certo de forma apropriada.
Em novembro, Ueda afirmou estar triste por fazer o público esperar tanto tempo pelo jogo.
No dia 5 de junho de 2014, o jogo apareceu na lista de pré-venda da loja Amazon, a descrição mostrava que o jogo seria para PlayStation 3 e que o lançamento ocorreria em 31 de dezembro de 2014. Com o jogo em pré-venda a expectativa por uma demostração na E3 2014 aumentou, porém Yoshida afirmou que nada seria mostrado e pediu para que os fãs esperassem.
Na E3 2015, a Sony abriu sua conferencia mostrando um gameplay do jogo e afirmou que seria exclusivo do PlayStation 4. Fumito Ueda também falou que espera que o lançamento ocorra em 2016 como foi anunciado na E3, e afirmou que os atrasos no desenvolvimento do jogo se deu porque o jogo ficou pesado demais para o PlayStation 3 e enquanto eles tentavam resolver o problema com o console, o PlayStation 4 foi lançado, então preferiram mudar e desenvolver o jogo para o novo console. Ueda também voltou a falar que o jogo seria uma combinação de Ico e Shadow of the Colossus.
Em julho de 2015, Shuhei Yoshida voltou a falar sobre o jogo e disse que se o pessoal tivesse parado de perguntar sobre o jogo, com certeza seria cancelado, mas o interesse continuo do publico no game, o forçou a continuar o desenvolvimento. Ele também declarou que a mudança do jogo de PlayStation 3 para PlayStation 4 foi muito difícil e por isso demorou tanto.
Em novembro, Yoshida se mostrou otimista com o desenvolvimento do jogo e disse que as coisas estavam ocorrendo bem e que estava finalmente funcionando, mas afirmou que estaria segurando as informações sobre o jogo para não entregar a historia do game.
Em maio de 2016, Fumito Ueda afirmou que o jogo seria lançado ainda em 2016, e que apesar de ainda ter algumas preocupações, estaria animado com o lançamento.
Em junho de 2016, na conferência da Sony na E3 2016, foi divulgado a data de lançamento do jogo para 25 de outubro de 2016.
Em setembro de 2016, no blog do Playstation, foi anunciada uma nova data de lançamento, dessa vez para 6 de dezembro de 2016.